# Bondelid
Bondelid är ett klädmärke som grundades 1979 av de dåvarande samborna Claes-Göran Bondelid och Britt-Inger Wilhelmsson. Företaget säljer framförallt kläder där jeans och tröjor med företagets logga är extra kända. Varumärket Bondelid ägs sedan 2015/2016 av klädkoncernen MQ. Tidigare hade MQ licens för att saluföra varumärket Bondelids kläder. Varumärken inom Bondelid är bland annat Bondelid, Bondelid små storlekar, Brittinger och Claes Göran.